# Super Mario Bros. 2
Супер Марио Брос. 2 је видео игра на платформи коју је развио и објавио Нинтендо за Нинтендо Ентертаинмент Систем. Игра је први пут објављена у Северној Америци у октобру 1988, а у региону ПАЛ следеће године. Преправљен је или поново издат за неколико конзола за видео игре.

## Играња
Супер Марио Брос. 2 је 2Д платформа за бочно померање. Циљ игре је кретати се кроз лик играча кроз Субкон света снова и победити главног антагониста Варта. Пре сваке фазе играч бира једног од четири различита протагониста које ће користити: Марио, Луиђи, Тоуд, и принцеза жаба. За разлику од претходне игре, ова игра нема функционалност за више играча. Сва четири знака могу трчати, скакати и пењати се по мердевинама или виновој лози, али сваки лик поседује јединствену снагу због које се њима може другачије управљати. На пример, Луиђи може да скочи највише; Марио може да скаче најдаље;Принцеза Тоадстол може плутати; Снага крастаче омогућава му да брзо покупи предмете. За разлику од оригиналног Супер Марио Брос-а, који се кретао само слева надесно, играчи се могу кретати лево или десно, као и вертикално у водопадима, облацима и пећинама. За разлику од других Марио игара, ликови не могу да победе непријатеље скачући на њих; али они могу стајати, јахати и скакати на непријатеље. Уместо тога, лик подиже и баца предмете на непријатеље или их баца да их победи. Ови предмети укључују поврће ишчупано из земље или друге непријатеље.
игра се састоји од 20 различитих нивоа у седам светова који чине Субкон. Сваки свет има три нивоа, осим света 7, који има два: 6 Сваки свет има одређену тему која диктира препреке и непријатеље који се сусрећу у његовим нивоима, као што су пустињска подручја са опасним живим песком и снежна подручја са клизавим површинама. Нивои садрже више одељака или просторија повезаних вратима или мердевинама. Неким собама се може приступити уласком у одређене тегле. Магични напитци пронађени на сваком нивоу користе се за привремени приступ „Подпростору“, обрнутом подручју у којем играч може сакупљати новчиће и Печурке који повећавају максимално здравље лика. Поред тога, одређене тегле, када се уђу у Суб-спаце, одвешће играча у касније светове, прескачући нивое у потпуности. Остале доступне ставке укључују трешње, које се сакупљају да би се стекао Звездан човек; и блок заробљеника, који се може користити за брзо уништавање свих непријатеља видљивих на екрану. Играч мора победити шефа непријатеља на крају сваког од првих шест светова, а затим победити самог Варта у крај света 7 да доврши игру.

## Нацрт
Марио сања о степеништу које води до врата у други свет. Глас идентификује свет као земљу снова Субкона и тражи Мариеву помоћ у победи над зликовцем жабом по имену Варт, тиранином који је проклео Субкон и његове људе.Марио се изненада пробуди и одлучи да каже Луиђиу, Тоуду и принцези Бресквици, који сви извештавају да су доживели исти сан. Група одлучује да крене на пикник, али по доласку откривају пећину са дугим степеништем. Кроз вруата на врху, група се превози до Субкона, откривајући своје снове да су били стварни. Након пораза против Варта, људи Субцона су ослобођени и група слави, али Марио се изненада пробуди у свом кревету, несигуран да ли су догађаји који су се догодили стварни или само сан.

## Развој
Нинтендо је првобитно објавио другу игру под називом Супер Марио Брос.2 на јапанском Породичном рачунарском систему дискова 1986. године (касније објављену као Супер Марио Брос .: Изгубљени нивои за Супер НЕС). Његов мотор је унапређени Супер Марио Брос., са истим основним форматом игре, али који додаје сложенији дизајн нивоа, карактерне особине и временске карактеристике. Неки од садржаја напредног нивоа су избачени из Вс. Супер Марио Брос., аркадна верзија оригиналног Супер Марио Брос-а за НЕС из 1986. године:Сви ови фактори у комбинацији дају значајно повећање дизајна игре.
Такође те године, млада подружница Нинтендо из Америке управо је започињала са лансирањем новог Нинтендо Ентертаинмент Систем-а и његове водеће игре Супер Марио Брос. Ова међународна адаптација платформе Фамиком намерно је преименована након пада америчке видео игре 1983., регионална тржишна рецесија која није директно утицала на јапанско тржиште. Нинтендо из Америке није желео да све популарнија Марио серија буде претешка за опоравак, преображај и ширење тржишта - нити да буде стилски застарела до тренутка када би јапански Супер Марио Брос.2 могао на крају бити претворен у формат касете НЕС-а, локализовано и масовно произведено за Америку. Користећи своју значајну регионалну аутономију како не би ризиковао популарност франшизе на овом тржишту у настајању, Нинтендо из Америке одбио је локализацију јапанског наставка у Америци и уместо тога затражио новији и играчима прилагођенији наставак Супер Марио Брос-а за излазак ван Јапана. Оно што је на крају требало да постане ова нова игра настало је као прототип у режији Кенсукеа Танабеа,који је дизајнирао тим на челу са Шигеру Мијамото, а програмирао га је Нинтендов чести партнер, СРД. Игра првог прототипа наглашава вертикално помицање нивоа са задружном акцијом за два играча: подизање, ношење и бацање; подизање, ношење, бацање, слагање и пењање предмета; и постепено померање екрана нагоре када достигнете врх. Досад незадовољан, Мијамото је затим додао традиционално хоризонтално померање, рекавши „Можда ово треба да променимо ... Све док је забавно, све иде“. Међутим, прототип софтвера је у то време био превише сложен за Фамиком хардвер, а играња и даље се сматрала недостајућим, посебно у режиму за једног играча.

## Наслеђе
Многи елементи у Супер Марио Брос. 2 издржали су у наредним наставцима и сродним серијама. Способност подизања и бацања непријатеља и предмета - што је најважнија карактеристика његовог најранијег прототипа - постала је део сталног репертоара Марио серије, појављујући се у бројним наредним играма Супер Марио.Wii U игра Супер Марио 3Д Ворлд има исте играчке ликове са истим основним физичким способностима Супер Марио Брос. 2. Нова серија Супер Марио Брос. такође укључује елементе и идеје првобитно предложене за прототип ове игре. Истовремени елементи за више играча који су првобитно прототипирани, коначно су реализовани у игри Wii, где до четири играча могу играти такмичарски или у сарадњи. Ово играње укључује такмичарске елементе оригиналног Марио Брос-а, са платформирањем Супер Марио Брос-а. Вертикално помицање нивоа за више играча је често у овој игри, као и у осталим играма из серије које су уследиле након Вии издања.
Многи ликови Супер Марио Брос.2 асимилирани су и у већи Мариов универзум, као што су Бирдо, Покеији, Боб-омбови и Ши Гајс. Ово је прва игра у којој су Принцесс Тоадстоол и Тоад представљени као ликови који се могу играти. Принцесс Пеацх је на крају глумила у другим Марио играма попут Супер Принцезе Бресквице. Тоуд је добио споредне улоге у каснијим Марио играма, а глумио је у играма попут Wario's Woods, New Super Mario Bros.. Wii U Captain Toad. Супер Марио Брос. 2 је прва игра у којој је Луиги добио данашњи физички изглед, посебно виши од Мариа.У серији Супер Смасх Брос., Пеацх има способност чупања и бацања поврћа и плутања. Super Smash Bros.Melee има сцену звану Mushroom Kingdom 2, која је заснована на Супер Марио Брос. 2, иако су визуелни видови сличнији верзији која се види у Супер Марио Алл-Старс. Сцена такође има ликове у 2Д облику спритеа, укључујући Пидгит и Бирдо. Супер Смасх Брос. за Нинтендо 3ДС и Вии У одликују се Луи]ијевим лепршавим стопалима приликом скакања и црвеном травом која се може чупати да би се открили предмети. Супер Смасх Брос. Ултимате задржава све те карактеристике и враћа Melee's Mushroom Kingdom 2 фазу. Цртана телевизијска серија из 1989. Super Mario Bros.Super Show! укључује ликове, поставке и музику из Супер Марио Брос. 2.

## Поново излажење

##### Super Mario All-Stars
Године 1993, Нинтендо је објавио побољшану компилацију Супер Нинтендо Ентертаинмент Систем под називом Супер Марио Алл-Старс. Укључује Супер Марио Брос. игре објављене за Фамицом / НЕС. Верзија Супер Марио Брос.2 укључена у компилацију модернизовала је графику и звук како би одговарала 16-битним могућностима Супер НЕС-а, као и мање измене у неким механикама судара. Могуће је променити лик након губитка једног живота, док оригинална верзија омогућава његово мењање тек након завршетка нивоа или када играч изгуби цео живот и одабере „Настави“, чинећи игру опростивијом при одабиру лика који није вешт на неком одређеном нивоу. Играч почиње са пет живота уместо са три, а слот игра добија додатни бонус: ако играч добије три седмице, играч осваја 10 живота, што је нешто што није било приказано у оригиналној НЕС верзији игре.

##### BS Super Mario USA Power Challenge
У марту – априлу 1996. године, партнерство компаније Нинтендо са сателитском радио станицом Ст.ГИГА објавило је ура или гаиден верзију игре за систем Сателлавиев под насловом БС Супер Марио УСА Повер Цхалленге Пава Цхарењи). Као и сви наслови Сателлавиев, објављен је епизодно у одређеном броју недељника, само у Јапану и само у овом формату.
Садржи 16-битна аудиовизуелна побољшања 8-битног оригинала по узору на Супер Марио Алл-Старс, плус нарацију „СоундЛинк“ (гласовни подаци у стилу радио драме намењени играчима кроз игру и дајући корисне савете и савете) и емитују музику ЦД квалитета. Због природе емитовања СоундЛинк-а, ове игре су се емитирале играчима само између 18:00 и 19:00 на датуме емитовања, када су играчи могли да преузму игру са Евентс Плаза на кертриџ за апликацију БС-Кс. [14 ] Поновљена емисија изведена је у истом недељном формату од 3. јуна 1996. до 29. јуна 1996. у времену од 17:00 до 18:00. Место преузимања репризе БС-Кс промењено је у храм Багупотамиа.

### Super Mario Advance
21. марта 2001. Супер Марио Брос. 2 је добио ново издање, засновано на Алл-Старс ремакеу, као део Супер Марио Адванце-а, који такође садржи ремаке Марио Брос-а. Супер Марио Адванце је развио Нинтендо Ресеарцх & Девелопмент 2, и био је почетни наслов за Гаме Бои Адванце. Супер Марио Адванце верзија Супер Марио Брос. 2 укључује неколико нових функција, попут додавања непријатељског Робирда, роботског Бирда, који замењује Моусера као шефа Света 3; додатак Иосхи Цхалленге-а, у којем играчи могу поново да посете фазе како би тражили Иосхи јаја; и нови систем бодовања, сличан оном који се користи у поменутом БС Супер Марио УСА Повер Цхалленгеу. Графичка и аудио побољшања појављују се у облику увећаних спритеова, комбинација вишеструких хитова, дигиталне гласовне глуме и таквих мањих стилских и естетских промена као што су измењени задати ниво мерача здравља, редослед шефова, позадина, величина срца, принцеза жабокречина преименована у сада већ стандардни "Принцеза бресква", и укључивање звучног сигнала за најаву Старса. Игра је објављена за виртуелну конзолу Вии У 16. јула 2014. у Јапану и касније у Северној Америци 6. новембра 2014.
Супер Марио Адванце добио је награду „Голд“ за продају од Удружења издавача софтвера за забаву и слободно време (ЕЛСПА), указујући на продају од најмање 200.000 примерака у Великој Британији.

## Спољашне везе
- Супер Марио Брос 2. Званични веб-сајт
- Историја Супер Марио Брос.2,Приступљено 4.4.2011. године на сајту ars tehnica